# Рекрут (телесериал)
«Рекрут» (англ. The Recruit) — американский приключенческий комедийно-драматический телесериал. Премьера состоялась 16 декабря 2022 года на Netflix.

## Сюжет
Оуэн Хендрикс, молодой юрист, сразу после окончания университета, начал свою карьеру в ЦРУ. С первых же дней работы Оуэн попадает в круговорот шпионских дел. Бывшая сотрудница ЦРУ, которая попала в тюрьму, шантажирует своего бывшего работодателя и угрожает раскрыть сеть американских шпионов в Беларуси и России, если её не освободят из тюрьмы. Уладить дело поручают Оуэну Хендриксу, хотя у него нет ни опыта, ни знаний, чтобы выполнить эту сложнейшую задачу.

## В ролях

### Главные
- Ной Сентинео — Оуэн Хендрикс, юрист ЦРУ
- Лора Хэддок — Макс Меладзе, бывшая сотрудница ЦРУ
- Аарти Манн[англ.] — Вайолет, коллега Оуэна
- Колтон Данн[англ.] — Лестер, коллега Оуэна и напарник Вайолет
- Файвел Стюарт[англ.] — Анна, соседка по квартире и бывшая девушка Оуэна
- Дениэл Квинси Анно — Теренс, второй сосед и друг Оуэна
- Кристиан Бруун[англ.] — Янус Фербер, коллега Оуэна
- Вонди Кертис-Холл — Волтер Найленд, босс Оуэна

### Второстепенные
- Энджел Паркер— Дон Гилбейн, оперативник ЦРУ, проводящая нелегальные операции в Йемене
- Виктор Андрес Треллес Турджеон[англ.] — Талько
- Байрон Манн — Ксандер, старший офицер
- Кайла Зандер — Амелия, коллега Оуэна

## Эпизоды
| № | Название                                                                                             | Режиссёр              | Автор сценария                 | Дата премьеры   |
| - | --- | --------------------- | ------------------------------ | --------------- |
| 1 | «Я не шпион, я юрист» «I.N.A.S.I.A.L. — I'm Not a Spy, I'm a Lawyer»                                 | Даг Лайман            | Алекси Хоули                   | 16 декабря 2022 |
| 2 | «Никогда не показывай, что усрался» «N.L.T.S.Y.P. — Never Let Them See You Pucker»                   | Даг Лайман            | Алекси Хоули                   | 16 декабря 2022 |
| 3 | «Ты даже не знаешь, что ты делаешь» «Y.D.E.K.W.Y.D. — You Don't Even Know What You Do»               | Алекс Калимниос       | Алекси Хоули & Джордж В. Ганем | 16 декабря 2022 |
| 4 | «Если ты делаешь это, как Андерсон Купер» «I.Y.D.I.A.A.C. — If You Do It as Anderson Cooper»         | Алекс Калимниос       | Амелия Ропер                   | 16 декабря 2022 |
| 5 | «Это звучит, как твой проблема» «T.S.L.A.Y.P. — That Sounds Like a You Problem»                      | Эммануель Осей-Куффюр | Хади Николас Диб               | 16 декабря 2022 |
| 6 | «То сжимаю, то не сжимаю» «I.C.I.N.C. — I'm Clenching, I'm Not Clenching»                            | Эммануель Осей-Куффюр | Николь Р. Леви                 | 16 декабря 2022 |
| 7 | «Это мой первый раз, когда меня засексшпионили» «I.M.F.T.B.S — It's My First Time Being Sexpionaged» | Джулиан Холмс         | Майя Голдсмит                  | 16 декабря 2022 |
| 8 | «Кто такой грёбаный Оуэн Хендрикс?» «W.T.F.I.O.H. — Who the Fuck Is Owen Hendricks?»                 | Джулиан Холмс         | Алекси Хоули                   | 16 декабря 2022 |